# IC 1252
IC 1252 — галактика типу Sab (компактна витягнута галактика) у сузір'ї Дракон.
Цей об'єкт міститься в оригінальній редакції індексного каталогу.